# 宜兴东坡书院
31°16′05″N 119°51′42″E / 31.26795°N 119.86154°E
宜兴蜀山东坡书院，位于中华人民共和国江苏省无锡市宜兴市丁蜀镇，是苏东坡的一个书院，为江苏省文物保护单位。

## 沿革
苏东坡与宣兴人蒋之奇、单锡为友，期间蒋、单向他介绍家乡山水风情，苏东坡随后多次抵达宜兴旅游。他在游独山时，倍感其山势酷似苏东坡出生地四川眉山，于是称赞“此山似蜀”，后人遂将独山易名蜀山。元丰七年（1084年），苏轼上表朝廷，申请举家迁徙到蜀山，一度曾计划终老此处。苏轼在此处留下大量诗作，其中以“调水符”取金沙泉烹阳羡茶为当地文化。宋末书院不断衰退。元朝原址上建起“东坡祠堂”，后又废为僧舍。明朝弘治十三年（1500年），沈晖在此重建“东坡书院”。清朝康熙、乾隆年间不断修缮、扩建。咸丰年间，书院被焚毁。光绪八年（1882年），当地望族合资重建“东坡书院”。光绪三十二年（1906年），当地废科举，改为“东坡高等小学堂”，后为“东坡小学”。1983年6月，书院被列为宜兴县级文物保护单位。2002年10月22日，江苏省人民政府认定东坡书院为江苏省文物保护单位。同年，丁蜀镇政府筹资500余万元重修，新修书院为四进，每进七间，第一进正厅，中立东坡先生立像，由徐秀棠等人以紫砂制成，并悬有清翰林编修、吏部左侍郎周家楣题写的“东坡买田处”匾额；门头匾额“东坡书院”为舒同题写。